# Амеба протей
Аме́ба проте́й (лат. Amoeba proteus), амеба звичайна — один з видів роду амеба. Поширена у прісних водоймах всесвітньо.

## Опис
Відносно велика амеба розміром 0,2 — 0,5 мм. Клітина ззовні вкрита тільки плазмолемою. Цитоплазма чітко розділяється на дві зони — ектоплазу (щільна) та ендоплазму (рідка, зерниста).

## Рух
Тіло амеби утворює виступи — псевдоподії (псевдоніжки, лобоподії) — це вирости цитоплазми. Випускаючи псевдоподії у певному напрямку, амеба протей пересувається зі швидкістю близько 0,2 мм за хвилину.

## Живлення
Живлення амеби відбувається шляхом ендоцитозу. При зіткненні амеби з їжею псевдоподії «огортають» здобич, яка опиняється в пухирці — травній вакуолі. У цій тимчасовій органелі, яка рухається разом із цитоплазмою, їжа перетравлюється. Унаслідок травлення утворюються невеликі органічні молекули, які надходять до цитоплазми клітини, долаючи мембрану вакуолі. Неперетравлені рештки видаляються з клітини шляхом екзоцитозу, і травна вакуоля зникає.

## Осморегуляція
В клітині періодично утворюється пульсуюча скоротлива вакуоля. Вона виводить назовні надлишки води та продукти метаболізму. Основні функції: регуляція осматичного тиску. Бере участь у процесі дихання, видільна функція.

## Розмноження
Мітотичний поділ.
Звичайний поділ клітин